# Aubignosc
Aubignosc é uma comuna francesa na região administrativa da Provença-Alpes-Costa Azul, no departamento dos Alpes da Alta Provença. Estende-se por uma área de 14,74 km². Em 2010 a comuna tinha 614 habitantes (densidade: 41,7 hab./km²).